# Мозамбик на Светском првенству у атлетици на отвореном 2017.
Мозамбик је учествовао на 16. Светском првенству у атлетици на отвореном 2017. одржаном у Лондону од 4. до 13. августа шеснаести пут, односно учествовао је на свих првенствима до данас. Репрезентацију Мозамбика представљао је један такмичар који се такмичио у трци на 400 метара са препонама.,
На овом првенству такмичар Мозамбика није освојио ниједну медаљу али остварио најбољи лични резултат сезоне.

## Учесници
Мушкарци:
- Creve Armando Machava — 400 м препоне

## Резултати

### Мушкарци
| Атлетичар             | Дисциплина    | Лични рекорд | Квалификације | Квалификације | Полуфинале           | Полуфинале           | Финале               | Финале       | Детаљи |
| Атлетичар             | Дисциплина    | Лични рекорд | Резултат      | Место         | Резултат             | Место                | Резултат             | Место        | Детаљи |
| --------------------- | ------------- | ------------ | ------------- | ------------- | -------------------- | -------------------- | -------------------- | ------------ | ------ |
| Creve Armando Machava | 400 м препоне | 50,54        | 51,71         | 7. у гр. 3    | Није се квалификовао | Није се квалификовао | Није се квалификовао | 32 / 36 (40) |        |